# Lövsalen
Lövsalen este o arie protejată (arie specială de conservare — SAC, sit de importanță comunitară — SCI) din Suedia întinsă pe o suprafață de 200,9 ha, integral pe uscat.

## Localizare
Centrul sitului Lövsalen este situat la coordonatele 61°39′33″N 17°27′14″E / 61.6593°N 17.454°E.

## Înființare
Situl Lövsalen a fost declarat sit de importanță comunitară în decembrie 1995 pentru a proteja un număr necunoscut de specii din flora spontană și fauna sălbatică aflate în arealul zonei. Situl a fost protejat și ca arie specială de conservare în martie 2011.

## Biodiversitate
Situată în ecoregiunea boreală, aria protejată conține 5 habitate naturale: Mlaștini turboase de tranziție și turbării mișcătoare, Lacuri și iazuri distrofice naturale, Păduri fino-scandinave bogate în ierburi cu Picea abies, Mlaștini împădurite, Taiga vestică.
La baza desemnării sitului se află un număr nedeclarat de specii protejate.